# Josefa Iloilo
Ratu Josefa Iloilovatu Uluivuda (Vuda, 29 dicembre 1920 – Suva, 6 febbraio 2011) è stato un politico figiano, presidente delle Fiji dal 2000 al 2009.